# Districte de Krasnoselski, Moscou
Districte de Krasnoselski (rus: Красносе́льский райо́н és un districte del districte administratiu central de la ciutat federal de Moscou, Rússia. El districte va registrar una població de 47.256 (Cens 2010) i 45.229 (Cens de 2002)
La major part del territori del districte està ocupat per ferrocarrils, platja de vies i les tres terminals ferroviàries al voltant de la plaça Komsomolskaia. També conté un sector estret del centre de Moscou, que s'estén al nord-est des de la plaça Lubianka dins dels límits de la plaça Myasnitskaia i el carrer Bolshaia Lubianka. No obstant això, el famós edifici KGB-FSB Lubianka forma part tècnicament del districte de Meshchanski.
El límit entre Krasnoselski i el districte de Basmanny en direcció sud passa per la plaça de les Portes Roges i el carrer Novaia Basmannaia, per tant, el districte de Krasnoselski conté l'extrem nord de la històrica Basmannaia Sloboda, inclosa l'església de Sant Pere i Pau, construïda entre el 1705 i el 1723 segons un esborrany de Pere I..
L'Àngel Negre de la Glòria a l'escut d'armes commemora la pèrdua de les Portes Vermelles el 1927, mentre que la Y blanca denota els tres ferrocarrils que conflueixen a la plaça Komsomoskaia.

## Història

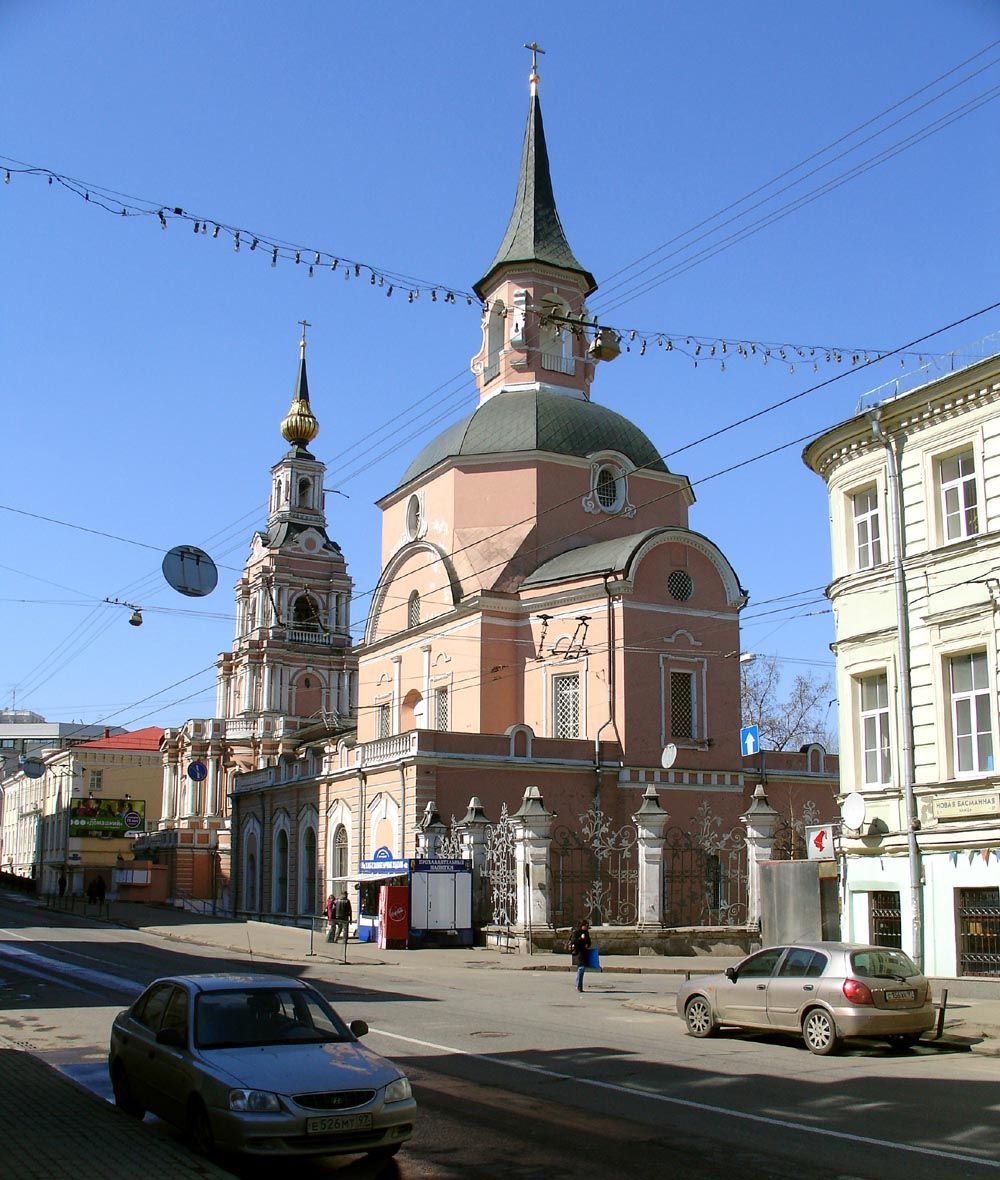
Església de Sts.Pere i Pau, construïts pel tsar Pere el Gran

Krasnoie Selo (Красное Село, lit. bell poble), que li va donar nom al districte i al carrer Krasnoselskaia, existia des de l'edat mitjana a l'est de l'actual terminal de ferrocarril de Kazanski. Va ser separat de Moscou per un pantà al voltant de l'extint rierol Olkhovets; la construcció de preses a la riera va crear un gran estany que ocupava l'actual terminal de ferrocarril de Iaroslavski i estanys més petits aigües avall.
Al segle XVII, l'exèrcit rus va instal·lar un arsenal fortificat a l'oest de l'estany, al lloc de la terminal ferroviària de Leningradski, que superava les vint hectàrees; va explotar durant l'incendi de Moscou de 1812 i va ser abandonat. Els relats d'un palau reial situat al nord de l'estany, probablement, no son certs, tanmateix, el jove tsar Pere I, que es va criar a la propera Preobrazhenskoie, solia anar amb vaixells per l'estany.

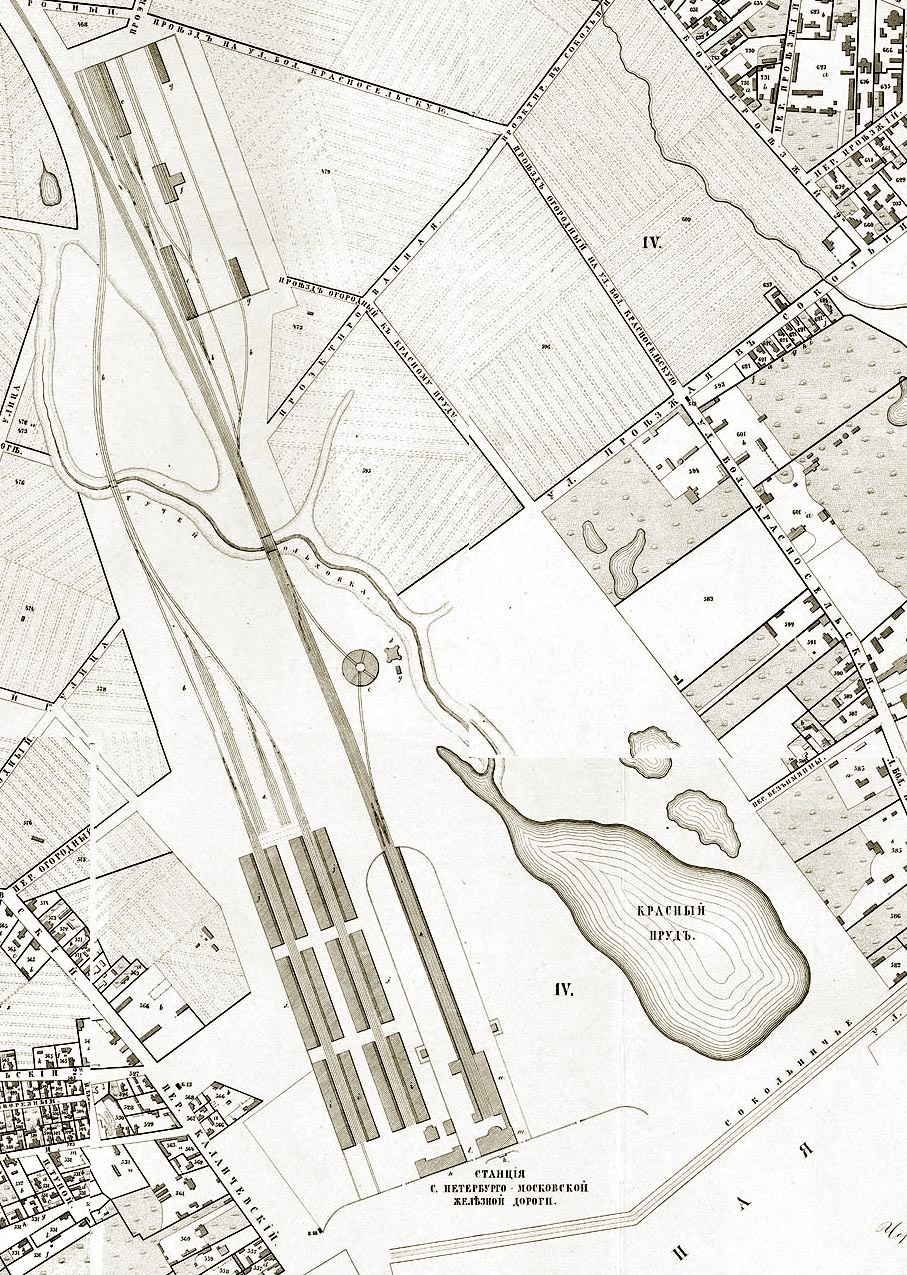
Mapa de 1852 de la primera terminal ferroviària de Moscou, l'actual terminal de ferrocarril de Leningradski, amb rotonda i patis, i l'estany a Olkhovets Creek

El 1851, l'estat va completar el primer ferrocarril principal des de St.Petersburg a Moscou, i va instal·lar l'edifici terminal existent, dissenyat per Konstantin Thon, a l'oest de l'estany. Aquest lloc remot va ser escollit a causa dels alts costos del terreny a la ciutat i la por a un incendi accidental.
Més ferrocarrils van seguir a la terminal de ferrocarril de Iaroslavski (1862, reconstruïda a la dècada de 1900 per Fiódor Schechtel i ampliada per Lev Kekushev), la terminal de ferrocarril de Kazanski (1864, reconstruïda a la dècada de 1910 per Aleksei Sxússev i ampliada després de la Segona Guerra Mundial) i la línia Terminal de ferrocarril de Kurski (dècada de 1870) amb estació pròpia en un pas superior. L'estany es va omplir només a la dècada de 1900, en línia amb el projecte de Schectel. Les noves terminals estaven inevitablement envoltades de patis ferroviaris, tallers, magatzems i línies de connexió, de manera que més de la meitat del districte de Krasnoselski està ara ocupat per instal·lacions ferroviàries.
El 1935, la primera línia del metro de Moscou va arribar a la plaça Komsomolskaia; el seu pati de servei es va situar a l'est de la terminal Iaroslavi. Al mateix temps, el Comissariat de Ferrocarrils es va fer càrrec dels terrenys entre les terminals i l'Anell de Jardins i va establir un ambiciós programa de construcció d'oficines, començant pel constructivista "Edifici de motors de tancs" d'Ivan Fomin, que encara acull la seu dels ferrocarrils russos. Entre el 1947 i el 1952, es van adquirir dos gratacels: una torre residencial i d'oficines mixta a la plaça de les Portes Roges i l'hotel Hilton Moscow Leningradskaia a la plaça Komsomoskaia.
A la dècada de 1980, els blocs al nord-oest d'aquestes dues torres van ser enderrocats i reconstruïts amb oficines de gran alçada de l'era de Leonid Bréjnev. L'antic carrer Domnikovskaia d'aquest recinte d'oficines, ampliat a 8–10 carrils, ara porta el nom d'Andrei Sàkharov.

## Economia
United Aircraft Corporation té la seva seu central al districte.

## Educació
El Lycée Français Alexandre Dumas de Moscou, una escola internacional francesa, es troba al districte.